# 豆形胡桃蛤
豆形胡桃蛤（学名：Nucula faba），是弯锦蛤目银锦蛤科银锦蛤属的一种。主要分布于中国大陆，常栖息在近岸、水深25米以内的软泥质沉积物中。